# Hugo Pérez (labdarúgó, 1963)
Hugo Ernesto Pérez Granados (Morazán, 1963. november 8. – ) amerikai válogatott labdarúgó, edző.

## Pályafutása

### Klubcsapatban
Salvadorban született. Igazi labdarúgócsaládból származik, mindkét nagyapja és az édesapja is futballozott a CD Fas csapatában. 11 éves korában vándorolt az Egyesült Államokba a családjával, az amerikai állampolgárságot a 80-as évek közepén kapta meg.
1982-ben a Los Angeles Astecs igazolta le, de onnan gyorsan továbbállt a Tampa Bay Rowdies együtteséhez. 1983 és 1990 között jobbára teremben játszott a San Diego Sockers csapatában. 1988-ban MVP-nek választották és még azon a nyáron próbajátékon vett részt az Ajaxnál, ahol az edző Johan Cruijff érdeklődött iránta, de végül a San Diego nem adta el.
1990-ben Franciaországba igazolt a Red Star együtteséhez, majd a svéd Örgryte IS és a szaúdi ál-Ittihád következett. 1994-ben visszatért az Egyesült Államokba a Los Angeles Salsa csapatához. 1991-ben megválasztották az év labdarúgójának az Egyesült Államokban.
Utolsó együttese a salvadori CD FAS volt, ahol 1994 és 1996 között játszott.

### A válogatottban
1984 és 1994 között 73 alkalommal szerepelt az Egyesült Államok válogatottjában és 13 gólt szerzett.  Tagja volt az 1983-as ifjúsági világbajnokságon és az 1984. évi nyári olimpiai játékokon szereplő válogatott keretének. Az 1990-es világbajnokságot sérülés miatt ki kellett hagynia. Az 1991-es CONCACAF-aranykupán arany, az 1992-es konföderációs kupán pedig bronzérmet szerzett a válogatottal. Részt vett a hazai rendezésű 1994-es világbajnokságon, ahol a Brazília elleni nyolcaddöntőn kezdőként lépett pályára.

## Sikerei, díjai
CD Fas
- Salvadori bajnok (2): 1994–95, 1995–96

Egyesült Államok
- CONCACAF-aranykupa győztes (1): 1991

Egyéni
- Az év amerikai labdarúgója (1): 1991

## Külső hivatkozások
- Hugo Pérez (labdarúgó, 1963) – a FIFA adatbázisában
- Hugo Pérez adatlapja a National-Football-Teams.com oldalon (angolul)

- Hugo Pérez adatlapja a worldfootball.net oldalon (angolul)
- Hugo Pérez (angol, francia, spanyol nyelven). FootballDatabase.eu